# Stanhopea embreei
Stanhopea embreei es una especie de orquídea epifita  originaria de  	 Sudamérica.

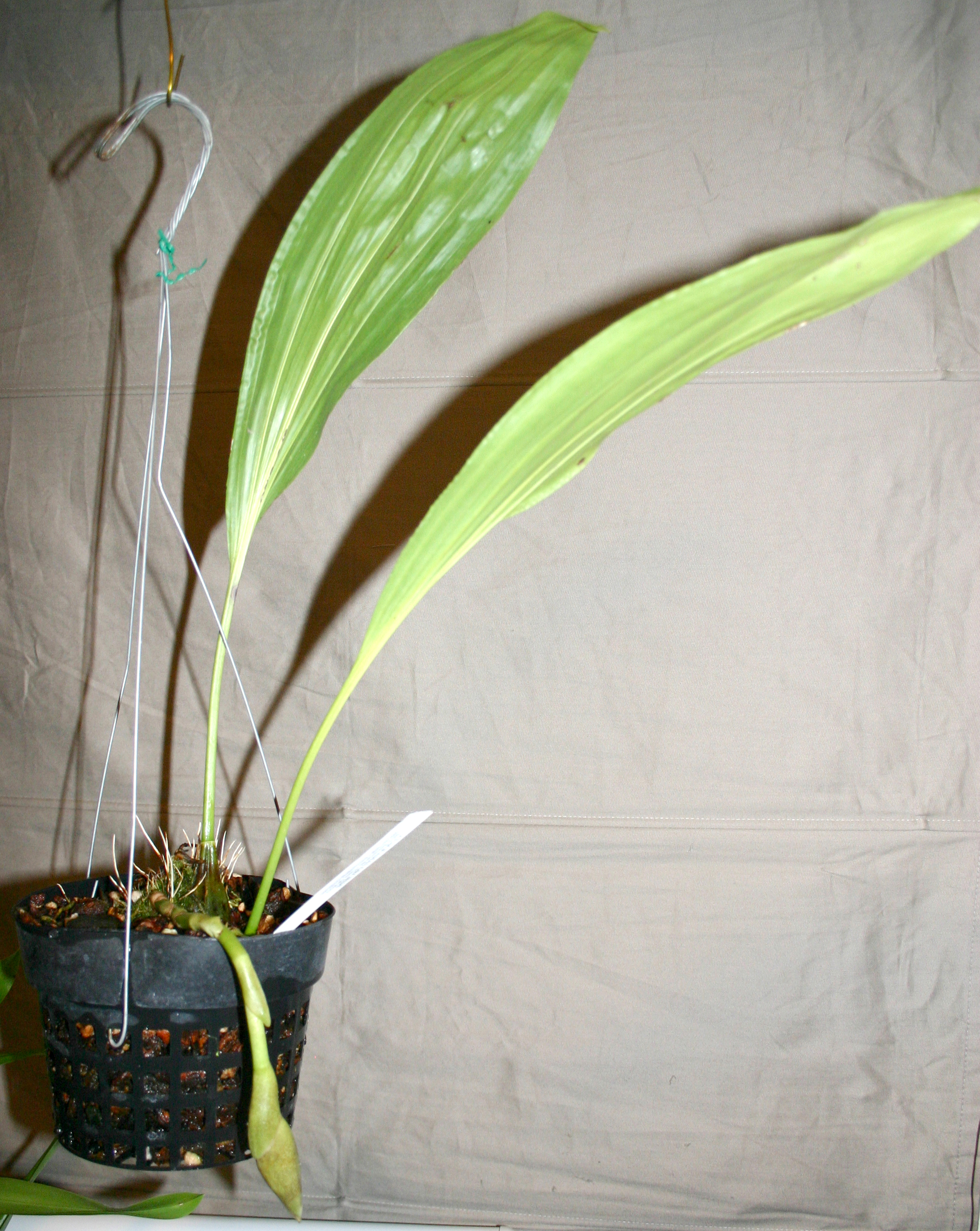
Stan. embreei

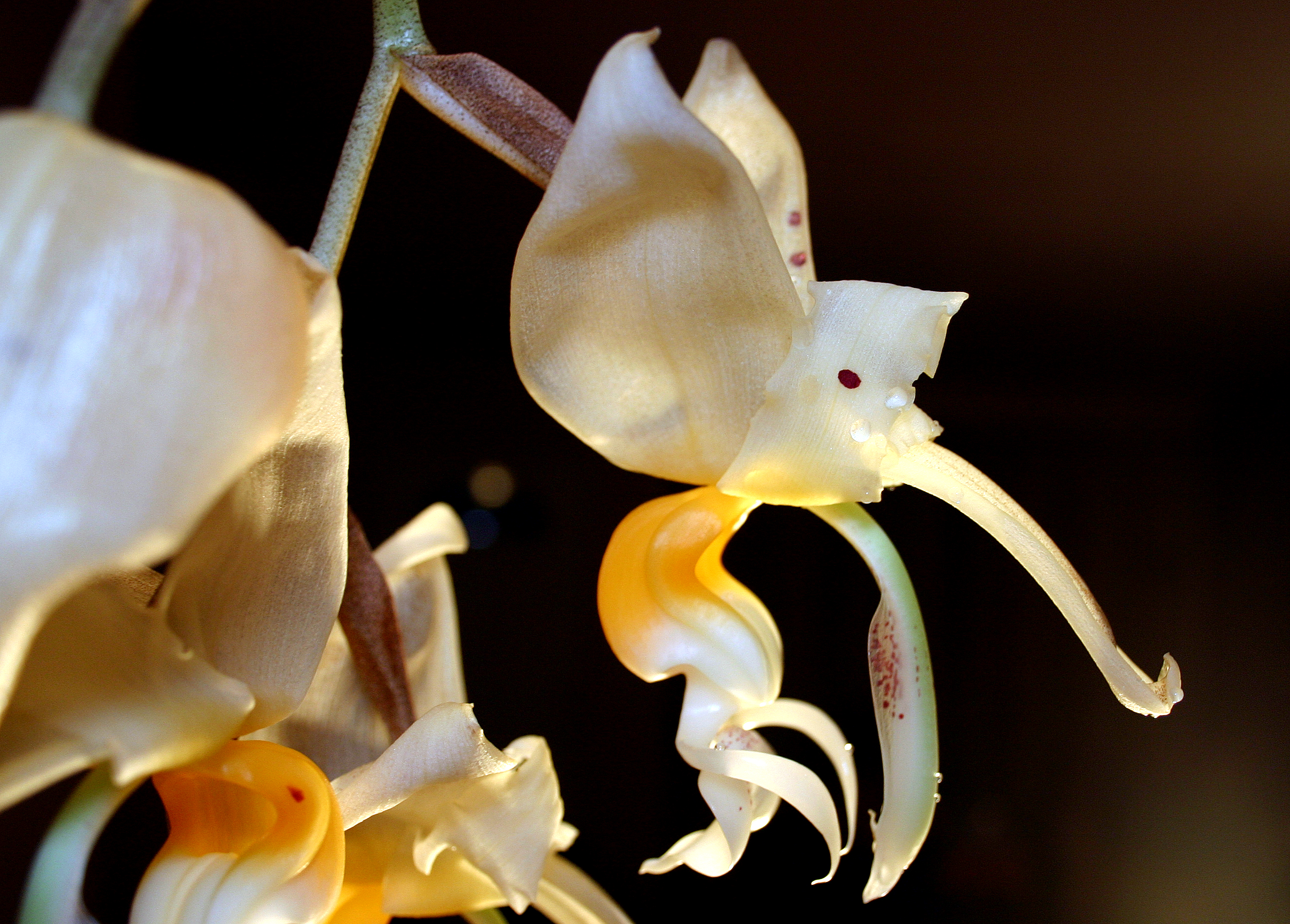
Stan. embreei
flor

## Descripción
Es una orquídea de tamaño mediano, que crece con hábitos de epifita, con pseudobulbos pequeños, de crucería que llevan una sola hoja apical, coriácea, que se estrecha gradualmente abajo en la  base peciolada. Florece en una inflorescencia basal, colgante, de 20 cm de largo, con  3 a 7  flores, que surge de un pseudobulbo maduro y envuelto por brácteas cartáceas y con  grandes flores fragantes que aparecen en el final de la primavera y principios del verano.

## Distribución y hábitat
Se encuentra en el oeste de Ecuador y Perú en los bosques de neblina en las laderas occidentales de los Andes en elevaciones de 500 a 1200 metros. 

## Propiedades
El análisis molecular efectuado por Whitten et al. reveló que el componente químico más importante de esta especies fragante es cinamato de metilo. 
Especies estrechamente relacionadas son  Stanhopea frymirei  & Stanhopea jenischiana  basada en datos moleculares. 

## Taxonomía
Stanhopea embreei fue descrita por Calaway H. Dodson   y publicado en Selbyana 1(2): 128(–129), f. 5B. 1975.
Etimología
Stanhopea: nombre genérico  otorgado en honor de  Lord Philipp Henry Stanhope, orquidófilo inglés.
embreei: epíteto otorgado en honor del botánico estadounidense Alvin Embree.